# Дуб-Велетень (Шостка)
Дуб-Ве́летень — ботанічна пам'ятка природи місцевого значення в Україні. Розташована в межах міста Шостка Сумської області, на вулиці Квітки Цісик, 4 (територія Шосткинської центральної районної лікарні). 

## Опис
Площа 0,01 га. Статус присвоєно згідно з рішенням облради від 22.02.2013 року. Перебуває у віданні: Шосткинська центральна районна лікарня. 
Статус присвоєно для збереження одного екземпляра дуба звичайного віком понад 350 років. Висота дерева — 28,4 м, діаметр стовбура — 186 см, загальна площа проєкції крони — 80,1 м².